# Крупенькин, Андрей Константинович
Андре́й Константи́нович Крупе́нькин (бел. Андрэй Канстанцінавіч Крупенькін; род. 17 сентября 1973, Климовичи, Климовичский район, Могилёвская область, БССР, СССР) —  белорусский государственный и политический деятель, депутат Палаты представителей Национального собрания VIII созыва.

## Биография
Родился 17 сентября 1973 года в Климовичах, Белоруссия. Окончил Могилёвский машиностроительный институт по специальности «металлорежущие станки и инструменты». С 1995 года сотрудник Комитета государственной безопасности. До 2013 года — на оперативных и руководящих должностях управления КГБ по Могилёвской области, с 2013 по 2024 год — заместитель начальника управления КГБ по Брестской области.
25 февраля 2024 года избран Депутатом Палаты представителей Национального собрания Белоруссии.

### VIII созыв (с 22 марта 2024 года)
Во время функционирования Палаты представителей VIII созыва является членом Постоянной комиссии по национальной безопасности.

## Выборы
| Кандидат                    | Кандидат                          | Партия              | Голосов | %   |
| --------------------------- | --------------------------------- | ------------------- | ------- | --- |
|                             | Крупенькин, Андрей Константинович | Беспартийный        |         |     |
|                             | Грицук, Валерий Иосифович         | Партия «Белая Русь» |         |     |
| Против всех                 |                                   |                     |         |     |
| Недействительных бюллетеней |                                   |                     |         |     |
| Всего                       | Всего                             | Всего               |         | 100 |
| Явка избирателей            |                                   |                     |         |     |

## Награды
- Медаль «За отличие в воинской службе»;
- Медаль «За безупречную службу» I, II и III степеней[2].

## Личная жизнь
Женат. Имеет двух сыновей.